# Bruce Dickey
Bruce Dickey (ca. 1948) is een Amerikaans cornettospeler en muziekpedagoog.

## Levensloop
Dickey, die eerst trompet en blokfluit speelde, heeft zijn leven gewijd aan de heropleving van de zink, een vroeger populair instrument dat in de 19e eeuw in de vergetelheid geraakte. Hij begon hiermee op het einde van de jaren zeventig.
Gedurende meer dan dertig jaar heeft hij het instrument onderwezen aan de Schola Cantorum Basiliensis en de status ervan opgekrikt. De Historic Brass Society heeft hem in 2000 haar prestigieuze Christopher Monk Award toegekend, in erkenning van "zijn monumentale werk in zinkuitvoeringen, authentieke uitvoeringspraktijk en zijn musicologische arbeid." In 2007 verleende de Britse dirigent en musicoloog Andrew Parrott aan Dickey de “Taverner Award” als een van de veertien musici van wie de “significante bijdragen tot de muziek werden gemotiveerd noch door winstbejag noch door zijn ego”.
In de loop van zijn lange loopbaan heeft Dickey met de meeste onder de groten van de oude muziek samengewerkt, zoals onder meer Gustav Leonhardt, Frans Brüggen en Nikolaus Harnoncourt. Hij was tien jaar lid van Jordi Savalls Hesperion XX en hij trad vaak op met Ton Koopman, Monica Huggett, Philippe Herreweghe en anderen. Hij heeft een levenslange vriendschap met Andrew Parrott, met wie hij zeer vaak samenwerkte. Later kwam daar ook samenwerking bij met Konrad Junghänel.
Naast het geven van concerten is Dickey ook actief als docent, zowel van de zink als van de 17e-eeuwse authentieke uitvoeringspraktijk. Naast zijn docentschap in Bazel doceerde hij ook aan het Koninklijk Conservatorium in Den Haag, de Accademia Chigiana in Siena en de Early Music Institute in Indiana University. Hij gaf meestercursussen in de Verenigde Staten, Canada, Europa en Japan. Hij is ook actief in onderzoek naar de authentieke uitvoeringspraktijk. Samen met Charles Toet heeft hij een ensemble voor zink en baroktrombone opgericht onder de naam Concerto Palatino.
Dickey was jurylid voor het internationaal concours barokinstrumenten, in het kader van het Festival Musica Antiqua in Brugge, in 1987 en 2005 en voor het internationaal concours barokensembles in 2009.

## Publicaties
- Samen met Michael Collver heeft hij een catalogus gepubliceerd van de bestaande partituren voor zink.
- Samen met trompetspeler Edward Tarr schreef hij een boek over historische blaasinstrumenten.
- In 1997 stichtte hij samen met zijn vrouw Candace Smith Artemisia, een klein uitgevershuis dat muziekpartituren uit 17e-eeuwse Italiaanse kloosters publiceert.

## Discografie
Dickey kan beluisterd worden op zeer talrijke opnamen. Voor een solo-CD ("Quel lascivissimo cornetto...") ontving hij een Diapason d’or.
- Opnamen van Bruce Dickey[dode link]
- Opnamen van Concerto Palatino

## Privé
In 1981 is Bruce Dickey in Italië gaan wonen, gedeeltelijk om dicht te kunnen gaan leven bij de streek waar zijn instrument ontstond en waar hij de meeste bronnen erover kan vinden. Hij woont in een landhuis, omringd door wijngaarden, even buiten Bologna, de stad van het oorspronkelijke Concerto Palatino.